# Philippe Autier
Pour les articles homonymes, voir Autier.
Philippe Autier, né le 29 décembre 1956, est un épidémiologiste belge. Ses travaux de recherche portent sur le cancer et permettent de mieux comprendre le rôle de l’exposition au rayonnement ultraviolet dans le développement du cancer.

## Biographie
Philippe Autier est né à Bruxelles, Belgique. Il étudie la médecine à l’Université libre de Bruxelles et obtient un Doctorat en Médecine en 1982 et un diplôme en médecine tropicale de l’Institut de médecine tropicale Prince-Léopold à Anvers en 1983.
Il commence sa vie professionnelle en rejoignant l’organisation humanitaire non gouvernementale Médecins sans frontières, avec laquelle il part au Honduras (1985 et 1986), puis au Tchad (1987-1988) en tant que coordinateur médical de projets conduits par une équipe d’environ cinquante expatriés et deux-cents professionnels de la santé tchadiens. Pendant cette période, Philippe Autier lance et coordonne les premiers Systèmes d’Alerte Précoce pour la prévention contre la famine au Mali et au Tchad, projets financés par la Commission européenne. Il dirige également diverses missions d’expertise en tant qu’épidémiologiste en Angola, au Mozambique, à Hong Kong, au Zaïre et au Soudan.
Parallèlement, il est membre fondateur et épidémiologiste à l’Agence européenne pour le développement et la santé (AEDES, Bruxelles, Paris, Barcelone), spécialisée dans la gestion des services sanitaires et pharmaceutiques au niveau national et dans la gestion des épidémies ou des problèmes nutritionnels à grande échelle.
En 1988 il reçoit une bourse Fulbright de la Frank Boas Foundation pour étudier à l’Harvard School of Public Health, Cambridge, Massachusetts, où il obtient son M.P.H (de). De retour en Europe en 1989, Philippe Autier rejoint l’institut Jules Bordet, centre de cancérologie à Bruxelles, en tant que chef du département « épidémiologie et prévention », et l’Œuvre belge du cancer, agence active dans la prévention du cancer. Il devient par la suite coordinateur du Programme de dépistage du cancer du sein de Bruxelles, mis en œuvre par les trois universités de la région bruxelloise.
De 1994 à 1996 il travaille pour Merck Sharp and Dohme (MSD) comme manager des résultats cliniques dans le cadre d’études sur l’économie de la santé et la médecine fondée sur les faits. Il part pour Milan et prend les fonctions de directeur- adjoint du département d’épidémiologie de l’Institut européen d’oncologie, où il commence son travail sur les UV et les bancs solaires. À cette époque il rejoint également le Groupe de Travail qui développe et met à jour le Code Européen contre le Cancer.
En 2000 Philippe Autier est invité à rejoindre la Commission européenne, la DG Sanco, et l’Institut pour la santé du Luxembourg, situé au Centre de recherche publique Santé (CRP-Santé), où il travaille comme chef du centre pour l’épidémiologie et les statistiques jusqu’en 2003. Il retourne travailler deux ans supplémentaires à l’Institut Jules Bordet puis rejoint finalement le Centre international de recherche sur le cancer (CIRC) à Lyon, France, où il devient Chef de la section « Évaluation de la prévention » (ancien groupe « Méthodes et assistance en épidémiologie ») et coordinateur du secteur « Biostatistique et épidémiologie » jusqu’en 2009.
En 2009 Philippe Autier rejoint l’International Prevention Research Institute à Lyon, où il exerce la fonction de directeur de recherche.

## Contributions
Philippe Autier axe la majorité de ses travaux de recherche sur le rôle des facteurs environnementaux dans la survenue du cancer et sur l’évaluation des technologies de prévention du cancer. Dans le premier domaine, il est reconnu pour ses travaux sur les causes et la prévention des cancers de la peau, et plus particulièrement sur le mélanome cutané, pour lequel son objectif est d’évaluer l’exposition aux rayons ultraviolets solaires et artificiels (cf. ses travaux sur les risques cancérigènes des bancs solaires). Dans le second domaine, Philippe Autier est impliqué dans le développement et la coordination des études cliniques visant à tester la valeur médicale d’une technique basée sur les ultrasons pour la détection précoce des cancers de l’ovaire, de la prostate et du sein (HistoScanning).
Philippe Autier est membre du comité éditorial du Melanoma Research (en), et de l'European Journal of Cancer (en). Il est également membre et coprésident d’EPIMEL, section « épidémiologie et prévention » du groupe coopératif sur le mélanome de l'Organisation européenne pour la recherche et le traitement du cancer. Philippe Autier est ancien président et membre du Conseil d’EPISEARCH, organisation à but non lucratif régie par la loi belge et destinée à la promotion des méthodes émergentes en économie, biostatistique et traitement des données pour les études cliniques et de population. Il est également président de conseil de la fondation AEDES.
Philippe Autier a publié environ deux-cents articles scientifiques.